# Gaby Beneroso
Director de cine andaluz de Málaga. Nace en Casablanca en 1968. Autor de varios cortometrajes y largometrajes.
Obras:
- Cinco puertas 1999 Cortometraje.
- Cañí 2000 Cortometraje.
- El orgullo del sapo 2001 Cortometraje.
- Alguna ciudad en la que me parece haberte visto 2002 Cortometraje.
- La casa de la Luna 2003 Cortometraje.
- Las huellas que devuelve el mar 2004 Largometraje de ficción.
- Válido para un baile 2006 Cortometraje.
- Humo 2006 Guion adaptado de la novela homónima de Felipe Benitez Reyes.
- El Pasaporte de Smerdou 2007 Guion largometraje documental.
- Litoral, la Luz de la Orilla 2008 Largometraje documental rodado en España, Francia y México.
- Anita Palmero, una suerte de tangos 2008 Largometraje documental rodado en España, Marruecos y Argentina.

- Datos: Q5873819